# Tártaros de Crimea
Los tártaros de Crimea (qırımtatar, también qırım, qırımlı y qırım türkü), plural: qırımtatarlar (asimismo qırımlar, qırımlılar, qırım türkleri) son un grupo étnico de origen túrquico que residía originariamente en la península de Crimea, al sur de Ucrania y al oeste de Rusia, y que han emigrado durante el siglo XX hacia Turquía y Asia Central, retornando a Crimea hacia 1980. Hablan su propia lengua: el tártaro de Crimea, que forma parte del grupo de lenguas kipchak-cumanas.
En el ámbito religioso profesan el islam y pertenecen a la escuela hanafí (árabe: حنفى ), una de las cuatro escuelas de pensamiento (madhabs) o jurisprudencia (fiqh) dentro del islam suní.
Actualmente, 1,9 millones de personas viven en la República de Crimea, de los cuales aproximadamente el 15 % son tártaros de Crimea.

## Historia

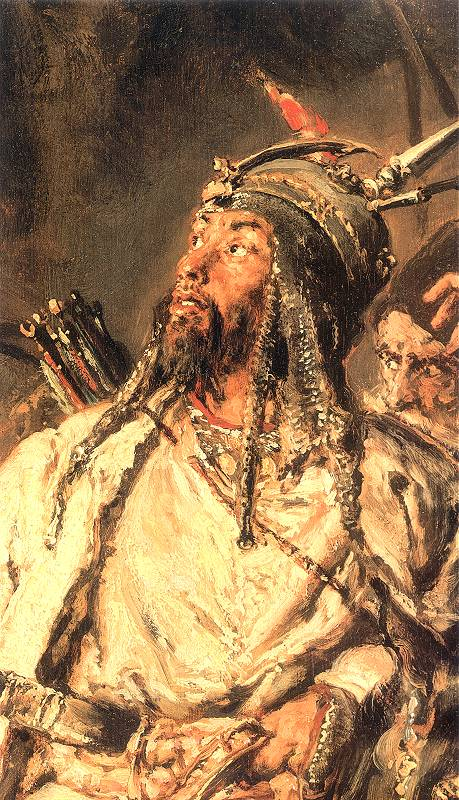
Tugay Bey, famoso capitán tártaro de Crimea pintado por Jan Matejko, 1885. Museo Nacional de Varsovia.

El nombre proviene de los mongoles ta-ta, que en el siglo V habitaron el noroeste del Gobi, y tras ser subyugados en el siglo IV por la dinastía Liao, migraron hacia el sur, donde fundaron el Imperio mongol bajo Gengis Kan. Bajo el liderazgo de su nieto, Batú Kan, se trasladaron hacia el oeste, llevando consigo a muchos uralo-altaicos túrquicos hacia las llanuras de Rusia. Los de la costa sur, mezclados con escitas, griegos e italianos, eran bien conocidos por su habilidad en la jardinería, su honestidad y sus hábitos de trabajo. Los tártaros montañeses son muy parecidos a los del Cáucaso, mientras que los de las estepas —los nogayos— son decididamente de un origen mixto con turcos y mongoles.
El Kanato de Crimea fue el Estado de los tártaros de Crimea desde 1441. En 1475, la península fue invadida por los turcos. Los turcos, con la ayuda de los príncipes tártaros posteriormente llamados "tártaros crimeos", retuvieron su posesión hasta 1777, época en que desaparecieron los últimos gotnios o godos de Crimea. Como resultado de la victoria rusa sobre los turcos de ese año, Crimea pasó a formar parte del Imperio ruso en 1783. La anexión de Crimea por el Imperio ruso en 1853 y las leyes de 1860, 1863 y 1874 provocaron el éxodo de los tártaros de Crimea.
Durante la existencia de dicho kanato, la ciudad de Bajchisarái fue la capital y centro de la vida político y cultural de los tártaros crimeos hasta mediados del siglo XX. En la actualidad es la que mejor conserva el legado de los siglos XV-XVIII.
Después de la Revolución rusa de 1917 y el derrumbamiento del Imperio ruso, se formó en la región habitada por los tártaros de Crimea la República Popular de Crimea y más tarde la efímera República Soviética Socialista de Táurida.

### Sürgün

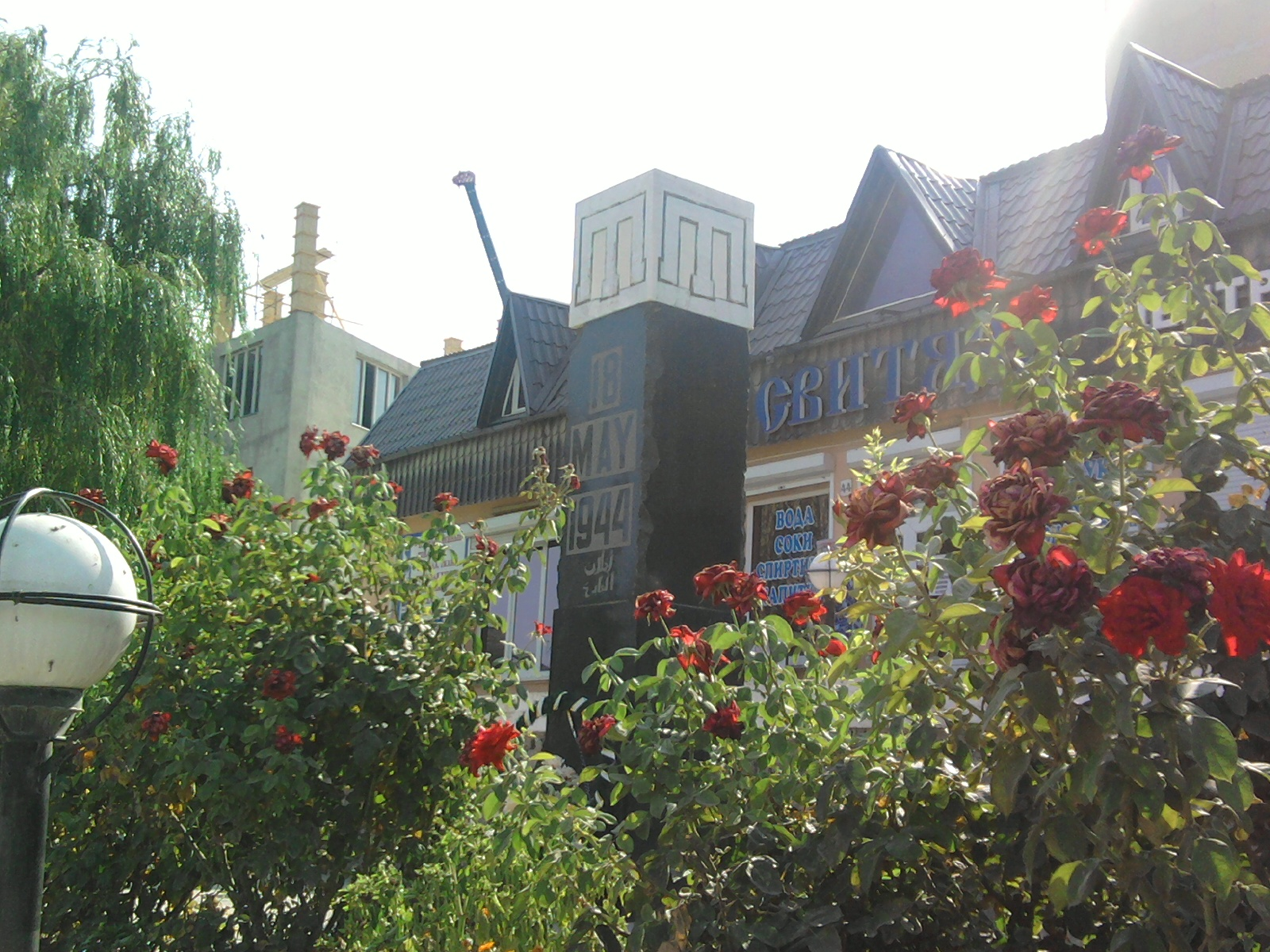
Monumento en recuerdo de la deportación de los tártaros de Crimea en 1944 en Sudak.

Durante la Segunda Guerra Mundial, la población tártara de Crimea se redujo a consecuencia de la política de Stalin. En 1944, se los acusaba de ser colaboradores de los nazis y fueron deportados en masa al Asia Central y otras regiones de la Unión Soviética. Muchos murieron de enfermedades y malnutrición. A este período se lo conoce como Sürgün ("deportación" en tártaro de Crimea y turco). Muchos tártaros de Crimea fueron enviados principalmente a la República Socialista Soviética de Uzbekistán. Los tártaros crimeos también fueron oficialmente abolidos como nación por Stalin.
La deportación comenzó el 18 de mayo de 1944 en todas las localidades habitadas de la RSS de Crimea. Más de 32 000 efectivos de la NKVD participaron en la acción. Se deportó a 193 865 tártaros de Crimea: de ellos, 151 136 a la RSS de Uzbekistán, 8.597 a la República Socialista Soviética Autónoma de Mari (hoy Mari-El), 4.286 a la RSS de Kazajistán, y el resto (29 486) a varios óblasts de la RSFS de Rusia.
Entre mayo y noviembre de 1944, 10 105 tártaros de Crimea murieron de inanición en la RSS de Uzbekistán (el 7 % de los deportados a dicha república). Cerca de 30 000 (el 20 %) murieron en el exilio durante el siguiente año y medio, según los datos de la NKVD (el 46 % según los datos de los activistas tártaros de Crimea).
Desde finales de la década de 1980, alrededor de 250 000 tártaros de Crimea han regresado a su patria original en Crimea. Los activistas de Crimea reclamaban el reconocimiento del Sürgün como genocidio. Tras su llegada, causaron tensiones persistentes con los rusos de la península sobre derechos territoriales. También, la carencia de viviendas adecuadas para los repatriados y la denegación de la ciudadanía ucraniana fueron los problemas a los que tuvieron que enfrentarse a su vuelta.
En 2015, la Rada Suprema de Ucrania reconoció la deportación de los tártaros de Crimea como un acto de genocidio.

### Años recientes
En tiempos más recientes, además de los que viven en la península de Crimea, existe una gran diáspora de tártaros de Crimea en Turquía, Rumania, Bulgaria, Europa Occidental y América del Norte, así como pequeñas comunidades de los mismos en Finlandia, Lituania, Bielorrusia y Polonia.
En la actualidad hay más de 250 000 tártaros de Crimea en la propia península y otros 250 000 en el exilio que permanecen en Asia Central (principalmente en Uzbekistán). Se calcula que unos 5 000 000 de turcos son descendientes de los tártaros de Crimea que emigraron en los siglos XIX y XX. En la región de Dobruja, en Rumania y Bulgaria, hay alrededor de 100 000 tártaros de Crimea, 60 000 en el lado rumano y unos 40 000 en el búlgaro.
Actualmente, los tártaros de Crimea están representados por el Congreso del Pueblo Tártaro de Crimea, que es miembro fundador a su vez de la Organización de Naciones y Pueblos No Representados (UNPO, por sus siglas en inglés), creada en 1991.
De acuerdo con el censo de 2001, los tártaros representan el 12 % de la población total. En 2001 comenzaron las primeras transmisiones de televisión en tártaro de Crimea. También poseen radios y periódicos.

### Anexión de Crimea a Rusia-presente

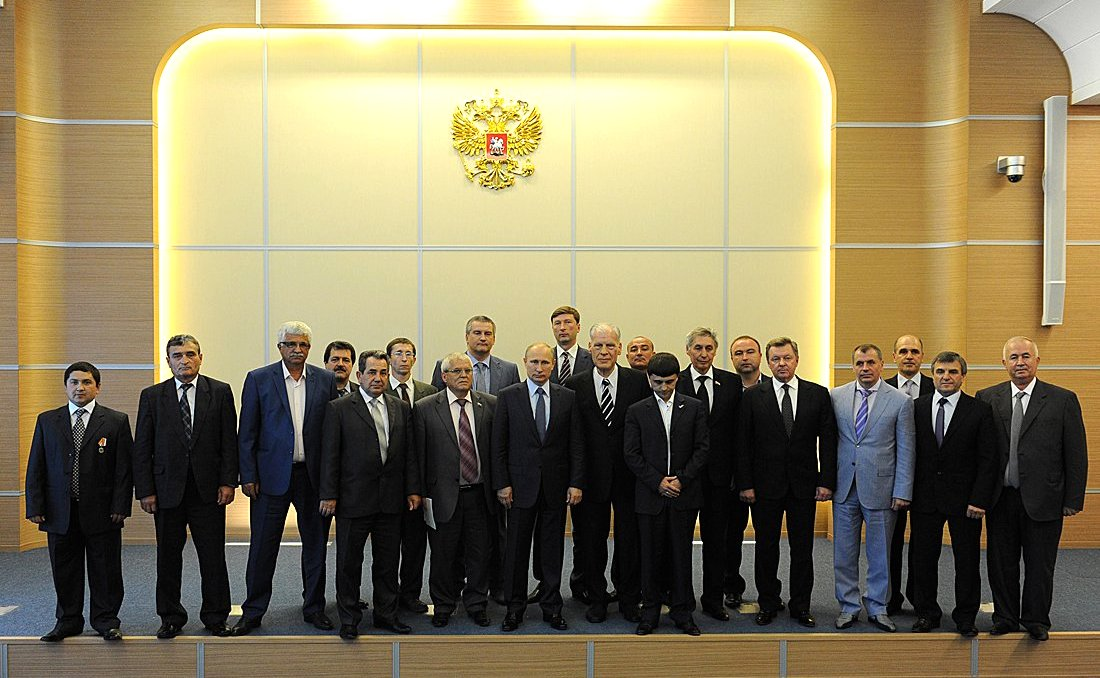
Vladímir Putin reunido con representantes tártaros de Crimea en mayo de 2014.

Tras el estallido de la crisis de Crimea de 2014, el presidente del Congreso del Pueblo Tártaro de Crimea, Refat Chubárov, expresó su preocupación de que los tártaros de Crimea se verían amenazados como consecuencia de la toma del poder por parte de los rusos. Dijo que Crimea era parte de Ucrania y advirtió sobre un colapso en el «orden mundial» si Rusia tenía éxito en la separación de Crimea de Ucrania. También anunció que los tártaros de Crimea boicotearían el referéndum sobre el estatus político de Crimea del 16 de marzo, ya que lo consideran ilegítimo. Un portavoz del Congreso del Pueblo Tártaro de Crimea ya había afirmado que los tártaros de Crimea no reconocieron la independencia de la República Autónoma de Crimea. De todas formas, las boletas del referéndum incluyeron el idioma tártaro de Crimea en alfabeto cirílico.
Serguéi Aksiónov, primer ministro de Crimea, afirmó el 10 de marzo que los preparativos para la unificación de la república autónoma con la Federación Rusa estaban en marcha, en previsión del resultado del referéndum del 16 de marzo. Aksiónov se comprometió a que habrá una presencia significativa de tártaros en el futuro gobierno crimeo y que su idioma, el tártaro de Crimea, también será oficial. El 12 de marzo, el presidente de la Duma de Estado, Serguéi Naryshkin, anunció que refrendarán garantías para los tártaros de Crimea si los habitantes de este territorio deciden incorporarse a Rusia, estableciendo el estatus oficial del tártaro de Crimea junto al ruso y el ucraniano; la representación en los órganos ejecutivos y legislativos de todos los niveles; y programas anuales de asistencia. El 16 de marzo, entre un 40 y un 50 % de los tártaros crimeos participaron del referéndum, donde se impuso la opción de ser anexada a Rusia que se completó el 18 de marzo.
Los tártaros de Crimea decidieron el 29 de marzo en Bajchisarái crear una autonomía dentro de la nueva república rusa. El Kurultái aprobó una resolución sobre «la realización del derecho de autodeterminación del pueblo tártaro en su territorio histórico: Crimea para crear una autonomía nacional y territorial para los tártaros crimeos. La asamblea popular también se dirigió a la ONU, el Consejo de Europa, la Unión Europea, la OSCE y la Organización de Cooperación Islámica para que apoyen la aspiración del pueblo tártaro de Crimea a la autodeterminación.
Hacia abril de 2014, el gobierno ruso ordenó la rehabilitación jurídica de los tártaros de Crimea. En el marco del programa ruso para el desarrollo social y económico de Crimea y Sebastopol se previó asignar unos 183 millones de dólares hasta 2020 para ayudar a los tártaros deportados en tiempos soviéticos. El 21 de abril, el presidente ruso, aprobó iniciativas relacionadas con el reconocimiento de la población tártara en Crimea, con un decreto para rehabilitar a los tártaros y otras minorías de la península —armenios, griegos, búlgaros y alemanes— que fueron reprimidos durante el estalinismo, en la década de 1940. El decreto firmado previó medidas de mejora de la situación económica y social de algunos territorios de la península, incluyendo programa de desarrollo económico de Crimea para el período hasta el año 2020, que previendo el «renacimiento nacional, cultural y espiritual» de la minorías étnicas de la península. También se anunció planes de crear varias autonomías nacionales y culturales, poner en marcha la enseñanza en las lenguas nacionales y desarrollar diversas formas de sociedad civil.
A principios del mayo de 2014, Natalia Poklónskaya, fiscal general de Crimea, irrumpió y amenazó con prohibir y cerrar el Congreso del Pueblo Tártaro de Crimea, si la organización de la etnia tártara no dejaba de tener posición pro-ucraniana y en la oposición a la anexión de Crimea por parte de Rusia.
El 16 de mayo, las autoridades de Crimea emitieron una prohibición de las conmemoraciones anuales del aniversario de la deportación de los tártaros de Crimea por Stalin en 1944, citando «la posibilidad de provocación por parte de los extremistas» como una razón. Finalmente, la comunidad tátara realizó manifestaciones conmemorativas el 18 de mayo desafiando la prohibición. En respuesta, las autoridades volaron helicópteros durante los mítines en un intento de interrumpirlos. También se reportaron que funcionarios del Servicio Federal de Seguridad de Rusia allanaron casas de tártaros, con el pretexto de «sospecha de actividad terrorista».
En noviembre de 2014, el Congreso del Pueblo Tártaro de Crimea junto a 300 representantes de organizaciones tártaras en Crimea, Turquía y Rumania solicitaron a los gobiernos de Rusia y de Turquía a declarar la península de Crimea como «un puente de amistad entre Rusia y Turquía».

## Población
Hacia 2014 se reportaban entre 229 526 y 271 780 tártaros de Crimea habitando en la República de Crimea; y entre 2 814 y 5 556 tártaros de Crimea en Sebastopol.
En agosto de 2015, las autoridades de Crimea informaron que unos 450 tártaros, más de la mitad de los que abandonaron la República rusa tras el referéndum, regresaron a sus hogares procedentes de Ucrania. Los retornaron acudieron al Consejo de Ministros solicitando la nacionalidad rusa y empleo que no consiguieron al emigrar a territorio ucraniano.

### Distribución histórica en Crimea

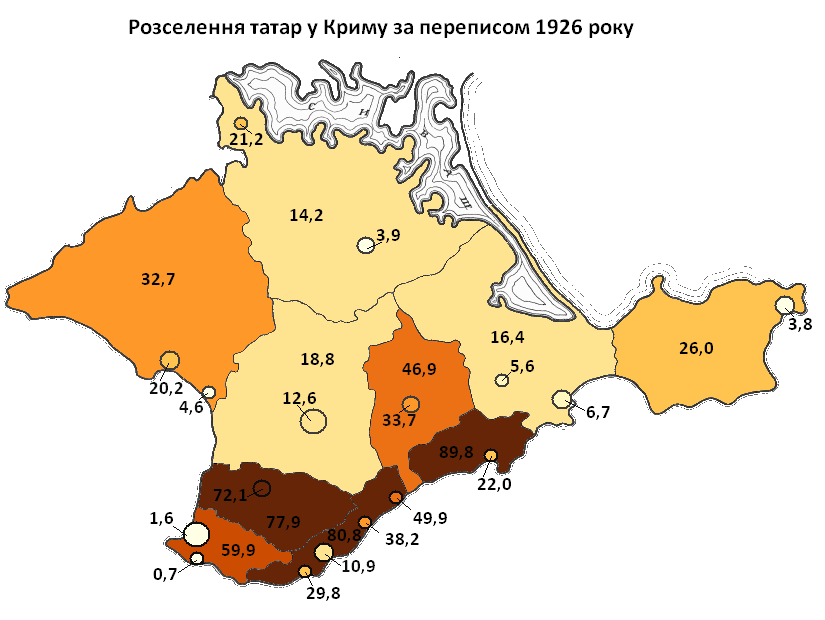
Hacia 1926 (en ucraniano)
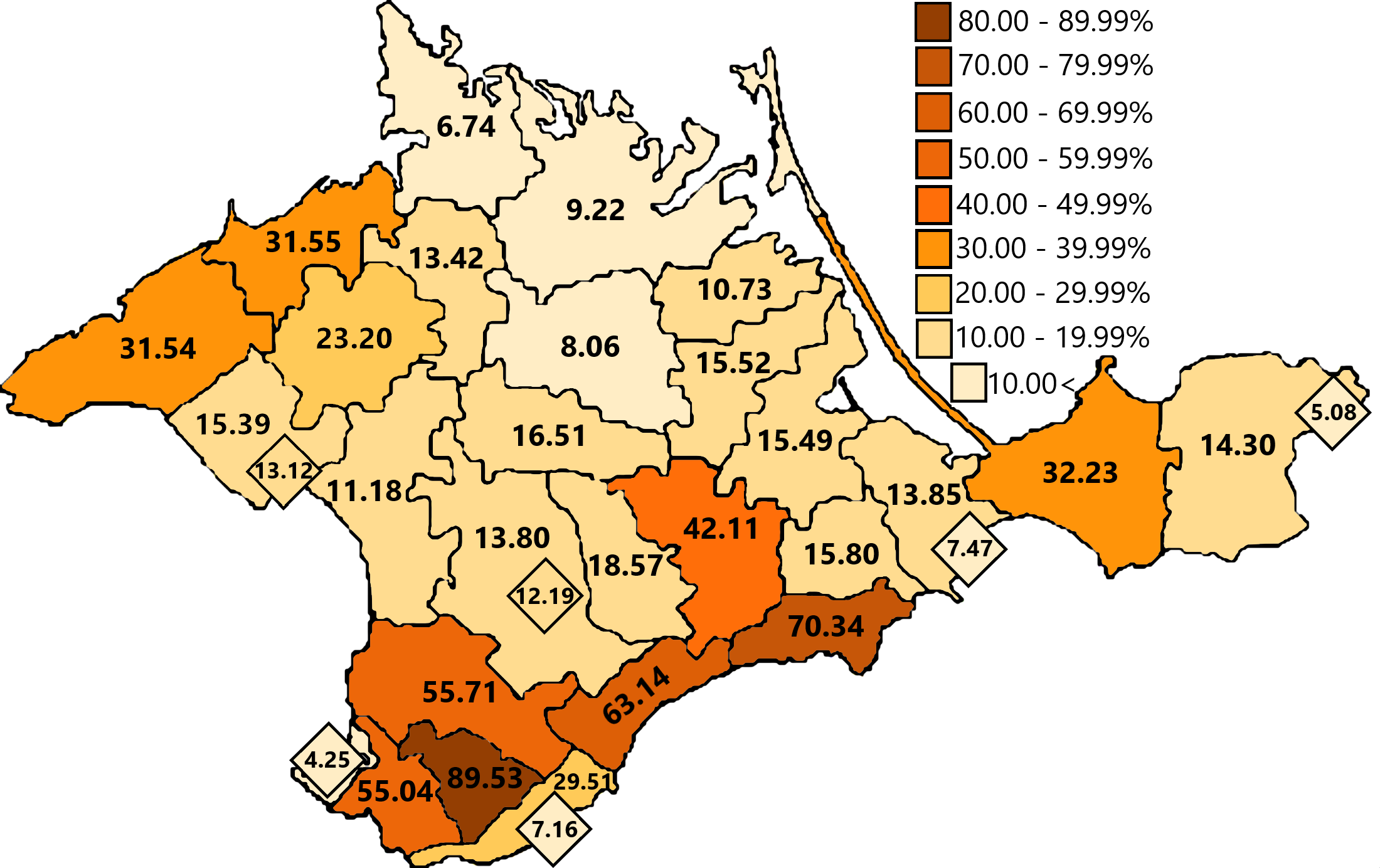
Hacia 1939 (en ucraniano)
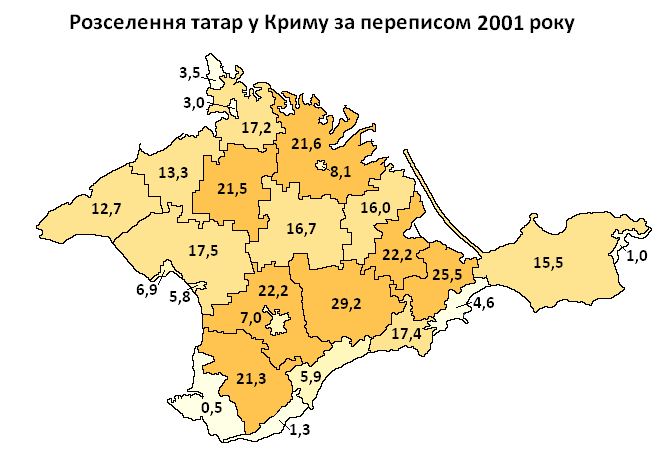
Hacia 2001 (en ucraniano)

## Situación de los derechos humanos
En abril de 2015, el Parlamento de Ucrania solicitó a líderes e instituciones internacionales, como la ONU y el Parlamento Europeo, que condenen supuestos actos de acoso y discriminación hacia los tártaros de Crimea por parte de Rusia. Entre tanto, una delegación de Turquía visitó Crimea para analizar la situación de los tártaros. Mehmet Uskul, jefe de la delegación afirmó que estaba «tranquilo». La delegación estaba conformada por políticos retirados, científicos y personalidades públicas turcas.
El 12 de mayo de 2016, el Parlamento Europeo aprobó la Resolución sobre los tártaros de Crimea (2016/2692(RSP)) en la que condenó firmemente la decisión del denominado Tribunal Supremo de Crimea de prohibir el Mejlís del Pueblo Tártaro de Crimea y pidió que fuera revocada inmediatamente; consideró que esta decisión constituye una persecución sistemática y específica de los tártaros de Crimea y que es una acción con motivaciones políticas que tiene por objeto seguir intimidando a los representantes legítimos de la comunidad tártara.
Ese mismo mes, un portavoz del gobierno de Alemania denunció que los derechos de los tártaros de Crimea estaban siendo «violados frecuentemente» por parte del gobierno ruso y solicitó defender la cultura de los tártaros. El gobierno alemán reportó la detención de líderes tártaros y el cierre del canal de televisión tártaro de Crimea, la cadena ATR. Dicha cadena cesó sus transmisiones el 1 de abril de 2015, debido a que operaba con licencia ucraniana y las autoridades crimeas exigían una licencia rusa. El gobierno de Turquía reaccionó rápidamente al cese de la cadena e intercedió ante el gobierno ruso.
El 22 de diciembre de 2018 la Asamblea General de las Naciones Unidas aprobó la Resolución 73/263 titulada Situación de los derechos humanos en la República Autónoma de Crimea y la ciudad de Sebastopol (Ucrania) en la que "condena las violaciones, los abusos y las medidas y prácticas discriminatorias de las autoridades de ocupación rusas contra los residentes de la Crimea temporalmente ocupada, incluidos los tártaros de Crimea, así como los ucranianos y las personas pertenecientes a otros grupos étnicos y religiosos".

## Política

### Caso Qırımoğlu

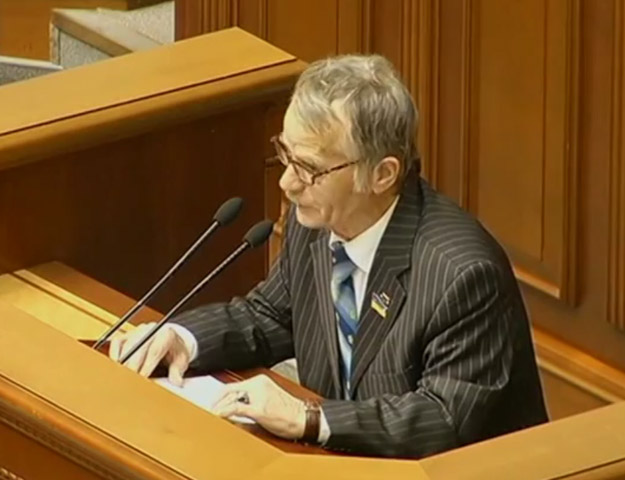
Mustafa Abdülcemil Qırımoğlu en el Parlamento Ucraniano en marzo de 2014.

El primer ministro interino de Crimea, Serguéi Aksiónov, acusó el 23 de abril de 2014 a Mustafá Abdülcemil Qırımoğlu, por «tramar provocaciones contra la paz étnica» en la república de Crimea anexada a Rusia desde el 18 de marzo. Un día antes había intentado entrar a Crimea desde Ucrania, pero se le comunicó que Rusia le había declarado «Persona non grata» por cinco años. El Servicio ruso de Migración indicó que el organismo no tenía relación con el incidente. Aksiónov, por su parte, afirmó que no había visto ningún papel sobre la prohibición de Qırımoğlu para ingresar a la península. También dijo que podía visitar Crimea libremente «siempre y cuando fuera con buenos propósitos e intenciones, para avalar la actuación del Gobierno y el Parlamento» de la república.

## Apertura

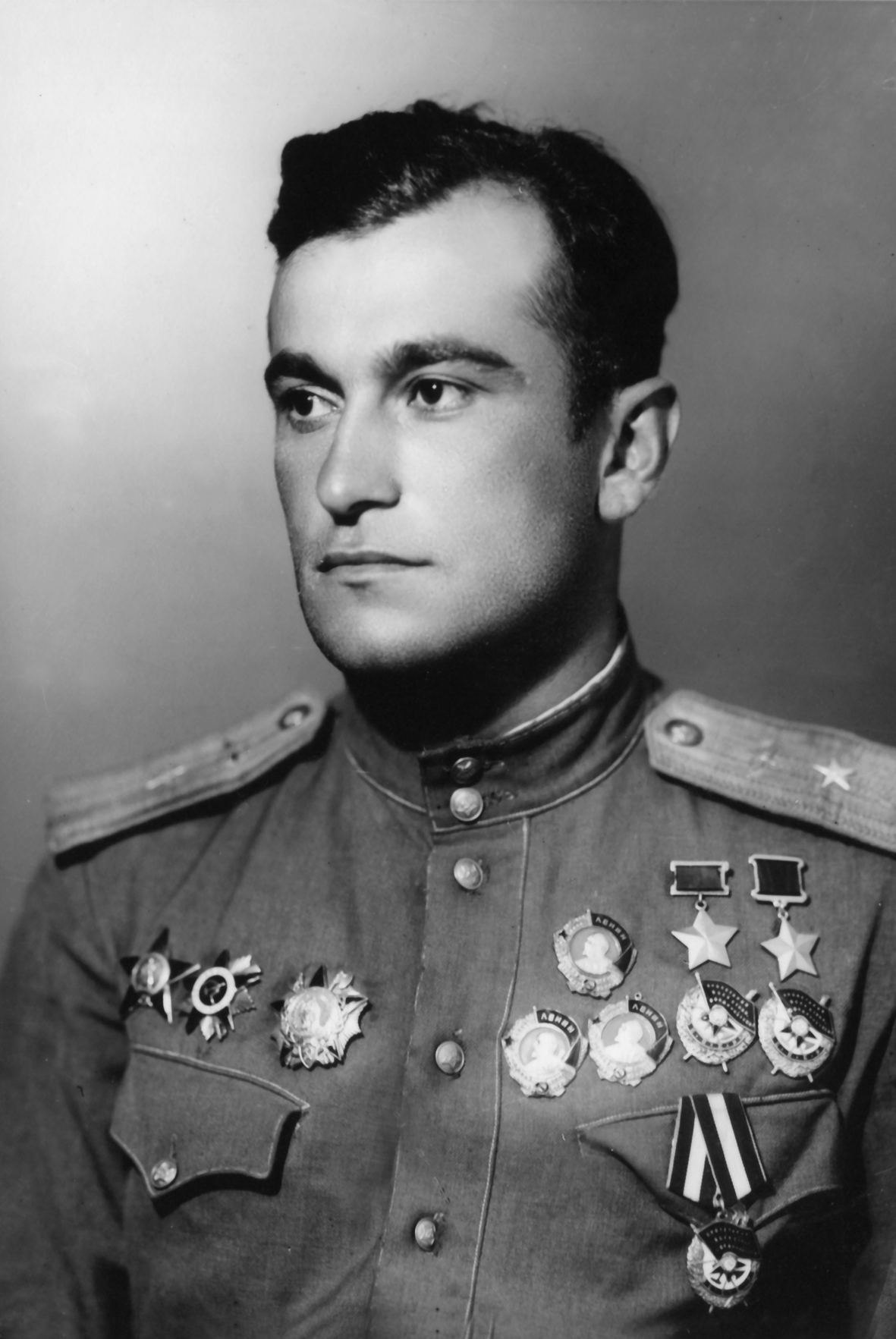
el Parlamento rebautizó al Aeropuerto Internacional de Simferópol con el nombre de Amet-Jan Sultán (en la foto), piloto militar tártaro y héroe de la Segunda Guerra Mundial..

Hacia el 2015, en las escuelas y colegios ya se podía elegir el idioma para la educación, incluyendo el tártaro. Además la televisión y la radio estatal de la República cuentan con una versión en tártaro. El gobierno de Crimea reportaba que casi todos los habitantes tártaros de la península recibieron la ciudadanía rusa y que contaban con amplia participación en los órganos locales de poder.
Para los actos del 71° aniversario de la deportación de los tártaros de Crimea, el 18 de mayo, las organizaciones de tártaros de Crimea se limitaron a actos fúnebres y oraciones, en lugar de realizar el tradicional mitin.